# Jeff Stinco
Jeff Stinco és guitarrista del grup musical Simple Plan. El seu nom és Jean-François Stinco. Va néixer el 22 d'agost de 1975 a Mont-real, Quebec. Abans de formar part de Simple Plan, feia de professor de guitarra.